# چرکولا
چرکولا (به ایتالیایی: Cercola) یک کومونه در ایتالیا است که در استان ناپل واقع شده‌است.

## خصوصیات
چرکولا ۳٫۷ کیلومترمربع مساحت و ۱۸٬۲۷۴ نفر جمعیت دارد و ۷۵ متر بالاتر از سطح دریا واقع شده‌است.